# L'estate (Camus)
L'estate (in originale L'Été) è una raccolta di saggi di Albert Camus, pubblicata per la prima volta nel 1954 presso Gallimard. In italiano il volume è uscito per Bompiani nella traduzione di Sergio Morando, prima nella raccolta Saggi letterari del 1959.
La raccolta include:
- Il Minotauro o La sosta di Orano (Le Minotaure ou La Halte d'Oran, 1939)
- I mandorli (1940)
- Prometeo agli'inferi (Prométhée aux Enfers, 1946)
- Piccola guida per le città senza passato (Petit guide pour des villes sans passé, 1947)
- L'esilio di Elena (L'Exil d'Hélène, 1948)
- L'enigma (L'Énigme, 1950)
- Ritorno a Tipasa (Retour à Tipasa, 1953)
- Il mare da più vicino (La mer au plus près, 1953)

## Edizioni
- Albert Camus, Saggi letterari, traduzione di Sergio Morando, Bompiani, 1959, ISBN 88-452-2531-3.
- Albert Camus, Opere, traduzione di Sergio Morando, Utet, 1960.
- Albert Camus, Opere, vol. 2, trad. di Sergio Morando, Bompiani, 1969.
- Albert Camus, L'estate e altri saggi solari, a cura di Caterina Pastura e Silvio Perrella, Bompiani, 1969.